# Cantone di Boulogne-sur-Mer-Nord-Est
Il Cantone di Boulogne-sur-Mer-Nord-Est era una divisione amministrativa dell'arrondissement di Boulogne-sur-Mer.
È stato soppresso a seguito della riforma complessiva dei cantoni del 2014, che è entrata in vigore con le elezioni dipartimentali del 2015.
Il suo capoluogo era la cittadina di Boulogne-sur-Mer e comprendeva 5 comuni:
- Boulogne-sur-Mer (in parte)
- Conteville-lès-Boulogne
- Pernes-lès-Boulogne
- Pittefaux
- Wimille